# 알렉스 엡스타인

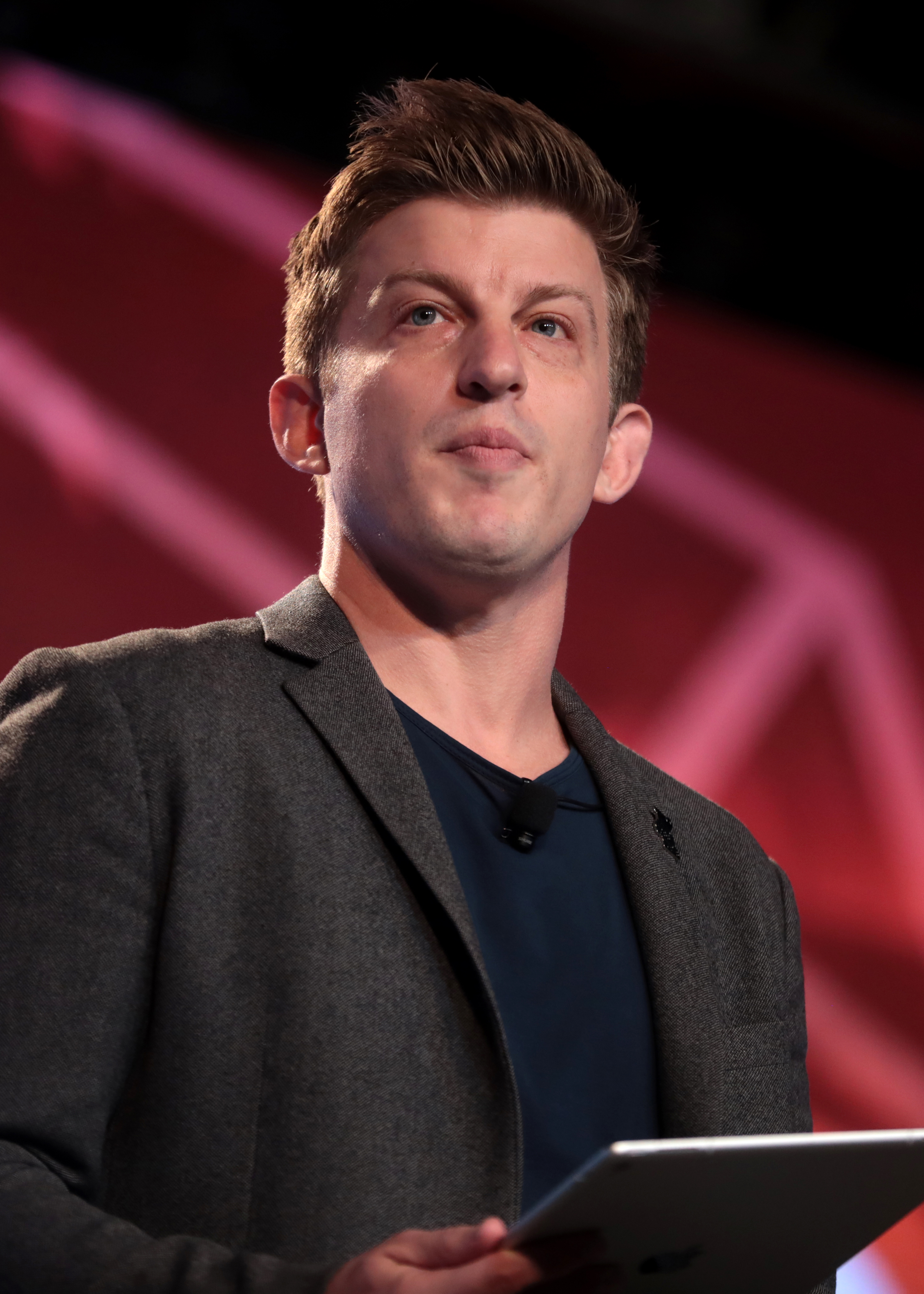

알렉스 엡스타인 ( Alexander Joseph Epstein )은 미국 출신의 화석연료 전문 작가이며 비평가이다.  '산업 진보를 위한 협회' 의 회장을 맡고 있다.  그는 < 화석연료에 관한 도덕적 이해> 를 썼으며, 석탄, 석유, 천연가스, 핵발전등의 사용이 인류 발전에 긍정적이라는 주장을 펼치고 있다.  그는 기후 변화에 대한 합의에 대해 의문을 갖고 화석연료의 사용이 갖는 이로움을 주장한다.